# Vogelhond

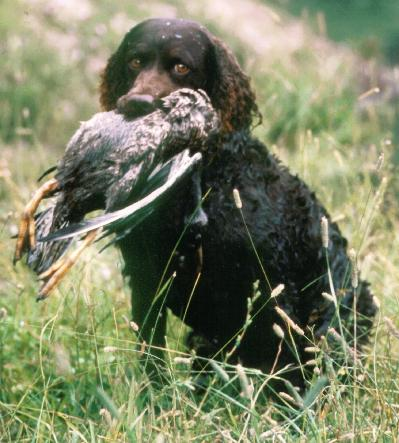
Amerikaanse waterspaniël

De vogelhond is van oudsher een hond bedoeld voor de jacht, speciaal op vliegend wild. De spaniëlrassen zijn vogelhonden.
Vroegere koningshuizen gebruikten twee soorten vogelhonden voor de jacht, namelijk voor de jacht met de valk en met de netten. Hieruit vindt een van de oorsprongen plaats naar de verschillende fokrichtingen.
De vogelhond had bij de valkenjacht tot taak het wild op te zoeken en op te stoten, zodat het zichtbaar werd, waarna de valken vanaf de vuist met leren handschoen konden opvliegen om het wild te 'slaan', te vangen.
Bij de jacht met netten lag de taak van de hond juist anders. Hierbij moest de hond het wild aanwijzen en ervoor gaan liggen, zodat het net over hem en het wild getrokken kon worden.
Naast deze twee zuiver gescheiden taken bestond ook nog de mogelijkheid de hond zo af te richten dat hij voor het wild ging staan of liggen om de valkenier in de gelegenheid te stellen vanuit een voor hem geschikte plaats zijn valk te laten opgaan om zijn werk te kunnen doen. 
Op deze wijze konden in samenwerking ook hazen en konijnen bemachtigd worden.
Deze vogelhonden werden beschreven en afgebeeld als een hond in afmetingen van klein tot middelgroot, langharig, bevederd en veelal, vooral in latere tijd, gecoupeerd.